# Georg Crezelius
Georg Crezelius (* 11. April 1948 in Dortmund; † 23. Oktober 2021) war ein deutscher Jurist, Steuerrechtler und ehemaliger Hochschullehrer.

## Leben
Crezelius studierte Rechtswissenschaften an der Universität Münster und absolvierte 1973 das Erste Juristische Staatsexamen, es folgte bis 1976 das Referendariat, das mit dem Zweiten Staatsexamen abgeschlossen wurde. Die Promotion erfolgte 1978 im Bereich Erbschaftsteuerrecht und Zivilrecht, die Habilitation 1982 zum Thema „Steuerrechtliche Rechtsanwendung und allgemeine Rechtsordnung“.
Crezelius war ab 1983 zunächst an der Universität Mainz und wechselte dann 1985 zur Universität Bamberg. Dort war er bis 2013 Inhaber des Lehrstuhls für Steuerrecht. Er war langjähriger Vorsitzender des Wissenschaftlichen Beirats des Deutschen Steuerberaterinstituts und war Mitglied der Unternehmensteuerreformkommission der Bundesregierung im Jahre 1990. Sein Spezialgebiet ist u. a. das Erbschaftsteuerrecht. Crezelius ist mit etwa 400 Veröffentlichungen hervorgetreten.
Bis zum 6. März 2007 war Crezelius Aufsichtsratsmitglied der HCI Capital AG, Hamburg, und von 2009 bis 2012 Mitglied des Verwaltungsrats der Bayerischen Landesbank. Seit Sommer 2013 war er als „of counsel“ bei der britischen Großkanzlei Linklaters tätig.